# Burgi
|  | Aquest article tracta sobre el municipi navarrès. Si cerqueu el futbolista extremeny, vegeu «Jorge Franco Alviz». |

Burgi (cooficialment Burgui) és un municipi de Navarra, a la comarca de Roncal-Salazar, dins la merindad de Sangüesa.

## Geografia
La seva situació estratègica com a pas obligat cap al sud va afavorir el seu caràcter militar. Existeix un important castell de l'edat mitjana, on avui es troba l'ermita de Nostra Senyora del Castell, i es conserva un imponent pont medieval sobre el riu Esca. A l'interior de l'església de San Pedro es conserva el vell orgue del Monestir de Leyre. Just al sud del poble se situa la Foia de Burgi, on s'encaixona el riu Esca entre les serres d'Illon i de la Peña, en el cim de la qual se situa l'ermita de la Verge de la Penya. També molt prop, en direcció a Lumbier, se situa la Foia d'Arbaiun.

## Economia
Burgui va tenir un important paper en l'època de l'explotació de la fusta dels boscos de la vall de Roncal mitjançant els rais (allà, almadías). Disposa del Museo de la Almadía, i celebra la commemoració d'aquesta activitat de transport fluvial de troncs el mes d'abril.

## Demografia
| Evolució demogràfica                             | Evolució demogràfica | Evolució demogràfica | Evolució demogràfica | Evolució demogràfica | Evolució demogràfica | Evolució demogràfica | Evolució demogràfica | Evolució demogràfica | Evolució demogràfica | Evolució demogràfica |
| 1996                                             | 1998                 | 1999                 | 2000                 | 2001                 | 2002                 | 2003                 | 2004                 | 2005                 | 2006                 | 2007                 |
| ------------------------------------------------ | -------------------- | -------------------- | -------------------- | -------------------- | -------------------- | -------------------- | -------------------- | -------------------- | -------------------- | -------------------- |
| 253                                              | 238                  | 239                  | 236                  | 240                  | 244                  | 240                  | 236                  | 235                  | 229                  | 231                  |
| Fonts: Burgi i Institut d'Estadística de Navarra |                      |                      |                      |                      |                      |                      |                      |                      |                      |                      |

## Persones il·lustres
- Julián Gayarre